# Allegany (pueblo)
Allegany es un pueblo ubicado en el condado de Cattaraugus en el estado estadounidense de Nueva York. En el año 2000 tenía una población de 8230 habitantes y una densidad poblacional de 44 personas por km².

## Geografía
Allegany se encuentra ubicado en las coordenadas 42°05′22″N 78°29′37″O / 42.08944, -78.49361.

## Demografía
Según la Oficina del Censo en 2000 los ingresos medios por hogar en la localidad eran de $38 818, y los ingresos medios por familia eran $45 972. Los hombres tenían unos ingresos medios de $36 801 frente a los $24 420 para las mujeres. La renta per cápita para la localidad era de $15 667. Alrededor del 8.6% de la población estaban por debajo del umbral de pobreza.